# 哈尔滨公交114路
哈尔滨公交114路是哈尔滨公交的一条线路，由南岗区糖业研究所到道外区承德广场，全程18.0公里。这条线路每逢冬季便会开通快车服务，以提高车速。另外每到学生开学时期，这条路线亦会开通学生公交的方式，方便沿线的学生上下学。
本路线曾有延伸至滨江站的计划，但至今未能实施。

## 历史
- 1996年11月6日，路线开通，使用龙江客车，配车30辆，由哈尔滨市公共电车总公司负责运营，后因经营困难，改为家族承包式经营。票价为最低5角、最高1元，分区点设在通达街站[5]。
- 2001年，因通江街改为单行，去往糖业研究所方向取消红霞街-通江街-经纬五道街走向，改为红霞街-高谊街-经纬七道街-北安街-经纬五道街走向。
- 2002年，取消学府路-西大直街-通达街走向，改为学府路-清滨路-元和街-通达街走向[6]。
- 2003年1月，车型更换为龙江LJK6103Q型前置公交车，原有的30辆龙江客车分配至哈尔滨公交110路继续使用。同时废除5角/1元分段票价模式，取消通达街分区点，实施1元一票制，但仍保留车内乘务员。取消家族承包式经营，改为个人承包式经营[7]。
- 2004年2月，取消车内乘务员，正式改为无人售票。
- 2004年7月26日，因道里区供热管网和供水管网施工，导致红霞街、西五道街、森林街部分封闭。去往承德广场方向取消通江街-上游街-西二道街-尚志大街-森林街-地段街走向，改为通江街-友谊路-地段街走向。去往糖业研究所方向取消地段街-森林街-西五道街-红霞街-高谊街走向，改为地段街-友谊路-高谊街走向。临时取消中央大街站、兆麟公园站，并临时增加友谊路站、儿童医院站[8]。
- 2004年9月16日，道里区供热管网和供水管网施工结束，114路恢复原有走向。
- 2005年3月28日，因道里区供水管网施工，导致森林街封闭。去往承德广场方向取消通江街-上游街-西二道街-尚志大街-森林街-地段街走向，改为通江街-友谊路-地段街走向，临时取消中央大街站。去往糖业研究所方向取消地段街-森林街-西五道街-红霞街-高谊街走向，改为地段街-友谊路-高谊街走向，临时取消中央大街站、兆麟公园站。并临时增加友谊路站、儿童公园站[9]。
- 2005年4月18日，因道里区供热管网施工，导致高谊街部分封闭。去往糖业研究所方向取消友谊路-高谊街-经纬七道街-北安街-经纬五道街走向，改为友谊路-经纬街-经纬五道街走向。临时取消东风街站，并临时增加工程街站、高谊街站[10]。
- 2005年5月2日，因南马路施工，去往承德广场方向取消石头道街-南马路-南平街-承德街走向，改为石头道街-地段街-田地街-南极街-承德街走向。去往糖业研究所方向取消承德街-南马路-石头道街-地段街走向，改为承德街-南极街-田地街-地段街走向。临时取消买卖街站、南马路站、南平街站，临时增设南极市场站、中财雅典城站、市证券公司站[11]。
- 2005年5月11日，道里区供水管网施工结束，114路去往承德广场方向恢复原有走向。去往糖业研究所方向取消地段街-友谊路走向，改为地段街-森林街-西五道街-红霞街-通江街-友谊路走向。
- 2005年6月11日，道里区供热管网施工结束，114路去往糖业研究所方向恢复原有走向。同时去往承德广场方向取消上游街站[12]。
- 2005年6月13日，南马路施工结束，114路恢复原有走向。
- 2007年5月4日，因安国街、建国街施工，取消哈药路-建国街-安国街走向，改为哈药路-新阳路-安发街-安国街走向。同时取消安和街站、建国街站，单向取消去往承德广场方向的新阳路站，临时增设安和街站[13]。
- 2007年6月15日，安国街、建国街施工结束，114路恢复原有走向。
- 2007年6月27日，因民安街施工，临时取消通达街-民安街-哈药路走向，改为通达街-新阳路-哈药路走向。去往承德广场方向临时取消民安街站，临时增设中心医院站。去往糖业研究所方向临时取消新阳路站、民安街站，临时增设中心医院站[14]。
- 2007年10月1日，民安街施工结束，114路恢复原有走向。
- 2009年4月29日，因哈尔滨地铁西大桥站施工，导致通达街交通部分封闭。去往承德广场方向取消清滨路-元和街-通达街走向，改为清滨路-七政街-元士街-汉阳街-清明七道街-通达街走向，临时取消西大直街站，并将三孔桥站迁移至现在位置[15]。
- 2009年5月5日，因通达街及地铁施工进度需要，去往承德广场方向取消清滨路-七政街-元士街-汉阳街-清明七道街-通达街走向，改为清滨路-和兴路-清明四道街-通达街走向，临时取消元和街站[16]。
- 2009年5月20日，通达街施工结束，114路恢复原有走向。
- 2009年8月27日，因通达街再度施工，临时取消清滨路-元和街-通达街走向，改为清滨路-和兴路-西大直街-通达街走向。临时取消和兴路站、元和街站和西大直街站，并临时增加位于西大直街的和兴路站[17]。
- 2009年10月28日，车型更换为黄海DD6109S04F型前置燃气公交车，配车40辆。同时，路线经营者变为哈尔滨市公共电车总公司，标志着114路被国有化[18][19]。同时，原有的龙江LJK6103Q型前置公交车全部分配至哈尔滨公交208路继续使用。
- 2009年11月1日，通达街施工结束，114路恢复原有走向。
- 2009年11月22日，去往承德广场方向取消尚志大街-森林街-地段街-石头道街走向，改为尚志大街-石头道街走向[20][21]。
- 2010年3月2日，因清滨路施工，取消学府路-清滨路走向，去往承德广场方向改为学府路-西大直街-和兴七道街-清滨路走向；去往糖业研究所方向取消改为清滨路-延兴路-学府路走向。同时取消省委党校站[22]。
- 2010年6月22日，因元和街施工，去往承德广场方向取消清滨路-元和街-通达街走向，改为清滨路-七政街-元士街-通达街走向；去往糖业研究所方向取消通达街-元和街-清滨路走向，改为通达街-汉广街-和兴路-清滨路走向。同时取消元和街站，并单向设置至糖业研究所方向的和兴路站[23][24]。
- 2010年8月，因经纬七道街改造，去往糖业研究所方向取消高谊街-经纬七道街-北安街走向，改为高谊街-东风街-经纬九道街-工部街-北安街走向[25]。
- 2010年9月1日，元和街施工结束，114路恢复原有走向。
- 2010年10月12日，经纬七道街施工结束，114路恢复原有走向[26]。
- 2010年12月1日，清滨路施工结束，114路恢复原有走向。
- 2011年3月24日，因西大直街与通达街路口部分封闭，去往承德广场方向取消清滨路-元和街-通达街走向，改为清滨路-和兴路-清明四道街-通达街走向，增设和兴路站和清明四道街站。去往糖业研究所方向取消通达街-元和街-清滨路-学府路走向，改为通达街-西大直街-学府路走向[27]。
- 2011年7月2日，因和兴路辅道封闭，去往承德广场方向取消学府路-清滨路-和兴路-清明四道街-通达街走向，改为现在走向。同时取消和兴路站和清明四道街站，增设位于西大直街的和兴路站[28]。
- 2011年7月21日，车型更换为曾用于哈尔滨公交104路的黄海DD6118S27型后置燃气空调公交车，配车38辆。原有的40辆黄海DD6109S04F型前置燃气公交车分配至哈尔滨公交88路和哈尔滨公交107路继续使用。
- 2011年8月27日，单向取消去往糖业研究所方向的买卖街站[29]。
- 2013年8月26日，因哈药路施工，去往承德广场方向取消通达街-民安街-哈药路走向，改为通达街-新阳路-哈药路走向，临时取消民安街站，临时增设中心医院站[30]。
- 2013年9月16日，哈药路施工结束，114路恢复原有走向。
- 2014年7月7日，因南马路施工，去往承德广场方向取消石头道街-南马路-南平街-承德街走向，改为石头道街-地段街-田地街-南极街-承德街走向。去往糖业研究所方向取消承德街-南马路-石头道街-地段街走向，改为承德街-南极街-田地街-地段街走向。临时取消买卖街站、南马路站、南平街站，临时增设南极市场站、市住房公积金中心站、国信证劵中心站、建筑艺术广场站[31]。
- 2014年7月9日，因高谊街施工，去往糖业研究所方向取消红霞街-高谊街-经纬七道街-北安街走向，改为红霞街-经纬十一道街-工部街-北安街走向，临时取消东风街站，临时增设红霞街经纬街口站、经纬十道街站[32]。
- 2014年8月31日，南马路施工结束，114路恢复原有走向。
- 2014年11月1日，高谊街施工结束，114路恢复原有走向。
- 2015年10月26日，因哈尔滨市公共电车总公司与哈尔滨市公共汽车总公司合并为哈尔滨交通集团公共交通有限公司，本路线变为由哈尔滨交通集团公共交通有限公司经营[33]。
- 2018年8月，车辆更换为宇通ZK6105BEVG55空调车，全程票价2元。

## 车站一览

### 现行沿途车站
| 序号 | 車站名稱                       | 承德广场方向 位置（下行）  | 糖业研究所方向 位置（上行） | 换乘轨道交通 |
| ---- | ------------------------------ | -------------------------- | --------------------------- | ------------ |
| 1    | 糖业研究所                     | 学府路/前宏路              | 学府路/前宏路               |              |
| 2    | 学府路（三环路口）             | 学府路                     | 学府路                      |              |
| 3    | 旅游学院                       | 学府路                     | 学府路                      |              |
| 4    | 新中新集团                     | 学府路/电缆街              | 学府路/兴南路               | 哈尔滨南站   |
| 5    | 鲁商松江新城                   | 学府路/跃兴街              | 学府路/跃兴街               |              |
| 6    | 机电工程学校                   | 学府路                     | 学府路                      | 哈达站       |
| 7    | 市客车厂                       | 学府路/科研街              | 学府路/科研街               |              |
| 8    | 电影机厂                       | 学府路/同济街              | 学府路/同济街               |              |
| 9    | 医大二院                       | 学府路                     | 学府路                      | 医大二院站   |
| 10   | 哈医科大学                     | 学府路                     | 学府路/新境街               |              |
| 11   | 服装城                         | 学府路                     | 学府路                      | 黑龙江大学站 |
| 12   | 黑龙江大学（二一一医院）       | 学府路                     | 学府路/南开街/学府三道街    |              |
| 13   | 哈理工大学                     | 学府路/北航街              | 学府路                      | 理工大学站   |
| 14   | 哈师大附中                     | 学府路/清滨路              | 学府路/清滨路               |              |
| 15   | 和兴十一道街                   | 西大直街/延兴路/康宁路     | 西大直街/延兴路/康宁路      | 学府路站     |
| 16   | 和兴三道街                     | 西大直街/和兴三道街        | 西大直街/和兴三道街         |              |
| 17   | 和兴路                         | 西大直街/清通街            | 西大直街/清通街             |              |
| 18   | 通达街                         |                            | 西大直街/西柏街             | 西大桥站     |
| 19   | 三孔桥                         | 通达街/清明三道街          | 通达街/清明三道街           |              |
| 20   | 哈商大（南学区）               | 通达街/民安街/民众街       | 通达街/民安街/民众街        |              |
| 21   | 民安街                         | 哈药路/民安街              | 民安街/哈药路               |              |
| 22   | 新阳路                         | 哈药路/新阳路              | 哈药路/福民街               |              |
| 23   | 建国街                         | 建国街/阳明街              | 建国街/小建河街             |              |
| 24   | 安和街                         | 安国街/安信街              | 安国街/安和街               |              |
| 25   | 安广街                         | 安国街/安广街              | 安国街/正义街               |              |
| 26   | 安丰街                         | 安国街/安松街              | 安国街/安宁街               |              |
| 27   | 经纬校                         | 安国街/安顺街              | 安国街/安道街               |              |
| 28   | 东风街                         |                            | 高谊街/东风街               |              |
| 29   | 红霞街                         |                            | 红霞街                      |              |
| 30   | 通江街                         | 通江街/东风街              |                             |              |
| 31   | 中央大街                       | 上游街                     | 西五道街/尚志大街           |              |
| 32   | 兆麟公园                       |                            | 森林街/兆麟街               |              |
| 33   | 市一院                         |                            | 地段街/柳树街               |              |
| 34   | 中国人寿保险公司（道里七道街） | 尚志大街/东七道街/西七道街 |                             |              |
| 35   | 兆麟街（联升广场）             | 石头道街/兆麟街            |                             |              |
| 36   | 买卖街                         | 石头道街/买卖街            |                             |              |
| 37   | 南马路                         | 南马路/东开原街            | 南马路/东内史胡同           |              |
| 38   | 南平街                         |                            | 南马路/南平街               |              |
| 39   | 承德广场                       | 承德街/长发街              | 承德街/长发街               |              |

### 过去沿途车站
| 序号 | 車站名稱                 | 承德广场方向 位置（下行） | 糖业研究所方向 位置（上行） | 换乘轨道交通 |
| ---- | ------------------------ | ------------------------- | --------------------------- | ------------ |
| 1    | 糖业研究所               | 学府路/前宏路             | 学府路/前宏路               |              |
| 2    | 九三五厂                 | 学府路                    | 学府路                      |              |
| 3    | 新中新集团               | 学府路/电缆街             | 学府路/兴南路               |              |
| 4    | 哈达屯                   | 学府路/跃兴街             | 学府路/跃兴街               |              |
| 5    | 机电工程学校             | 学府路                    | 学府路                      |              |
| 6    | 市客车厂                 | 学府路/科研街             | 学府路/科研街               |              |
| 7    | 电影机厂                 | 学府路/同济街             | 学府路/同济街               |              |
| 8    | 医大二院                 | 学府路                    | 学府路                      |              |
| 9    | 哈医大                   | 学府路                    | 学府路/新境街               |              |
| 10   | 服装城                   | 学府路                    | 学府路                      |              |
| 11   | 黑龙江大学（二一一医院） | 学府路                    | 学府路/南开街/学府三道街    |              |
| 12   | 理工大学                 | 学府路/北航街             | 学府路                      |              |
| 13   | 电表厂                   | 学府路/清滨路             | 学府路/清滨路               |              |
| 14   | 炉具厂                   | 西大直街/延兴路/康宁路    | 西大直街/延兴路/康宁路      |              |
| 15   | 和兴三道街               | 西大直街/和兴三道街       | 西大直街/和兴三道街         |              |
| 16   | 和兴路                   | 西大直街/清通街           | 西大直街/清通街             |              |
| 17   | 通达街                   | 西大直街/西柏街           | 西大直街/西柏街             |              |
| 18   | 三孔桥                   | 通达街/清明三道街         | 通达街/清明三道街           |              |
| 19   | 商学院                   | 通达街/民安街/民众街      | 通达街/民安街/民众街        |              |
| 20   | 民安街                   | 共乐街/民安街             | 民安街/共乐街               |              |
| 21   | 共乐街                   | 共乐街/新阳路             | 共乐街/福民街               |              |
| 22   | 建国街                   | 建国街/阳明街             | 建国街/小建河街             |              |
| 23   | 安和街                   | 安国街/安信街             | 安国街/安和街               |              |
| 24   | 安丰街                   | 安国街/安松街             | 安国街/安宁街               |              |
| 25   | 经纬校                   | 安国街/安顺街             | 安国街/安道街               |              |
| 26   | 通江街                   | 通江街/东风街             | 通江街/东风街               |              |
| 27   | 上游街                   | 通江街/上游街             |                             |              |
| 28   | 中央大街                 | 上游街                    | 西五道街/尚志大街           |              |
| 29   | 兆麟公园                 | 地段街/森林街             | 森林街/兆麟街               |              |
| 30   | 市一院                   | 地段街/柳树街             | 地段街/柳树街               |              |
| 31   | 买卖街                   | 石头道街/买卖街           | 石头道街/买卖街             |              |
| 32   | 南马路                   | 南马路/东开原街           | 南马路/东内史胡同           |              |
| 33   | 南平街                   |                           | 南马路/南平街               |              |
| 34   | 承德广场                 | 承德街/长发街             | 承德街/长发街               |              |

| 序号 | 車站名稱                 | 承德广场方向 位置（下行） | 糖业研究所方向 位置（上行） | 换乘轨道交通 |
| ---- | ------------------------ | ------------------------- | --------------------------- | ------------ |
| 1    | 糖业研究所               | 学府路/前宏路             | 学府路/前宏路               |              |
| 2    | 九三五厂                 | 学府路                    | 学府路                      |              |
| 3    | 新中新集团               | 学府路/电缆街             | 学府路/兴南路               |              |
| 4    | 哈达屯                   | 学府路/跃兴街             | 学府路/跃兴街               |              |
| 5    | 机电工程学校             | 学府路                    | 学府路                      |              |
| 6    | 市客车厂                 | 学府路/科研街             | 学府路/科研街               |              |
| 7    | 电影机厂                 | 学府路/同济街             | 学府路/同济街               |              |
| 8    | 医大二院                 | 学府路                    | 学府路                      |              |
| 9    | 哈医科大学               | 学府路                    | 学府路/新境街               |              |
| 10   | 服装城                   | 学府路                    | 学府路                      |              |
| 11   | 黑龙江大学（二一一医院） | 学府路                    | 学府路/南开街/学府三道街    |              |
| 12   | 哈理工大学               | 学府路/北航街             | 学府路                      |              |
| 13   | 哈师大附中               | 学府路/清滨路             | 学府路/清滨路               |              |
| 14   | 省委党校                 | 清滨路/炉具胡同           | 清滨路/炉具胡同             |              |
| 15   | 和兴三道街               | 清滨路/和兴三道街         | 清滨路/和兴三道街           |              |
| 16   | 和兴路                   | 清滨路/清滨胡同           | 清滨路/和兴路               |              |
| 17   | 元和街                   | 清滨路/滨河路             | 清滨路/滨河路               |              |
| 18   | 西大直街                 | 通达街/松明街             | 西大直街/通达街             |              |
| 19   | 三孔桥                   | 通达街/清明三道街         | 通达街/清明三道街           |              |
| 20   | 哈商大（南学区）         | 通达街/民安街/民众街      | 通达街/民安街/民众街        |              |
| 21   | 民安街                   | 共乐街/民安街             | 民安街/共乐街               |              |
| 22   | 共乐街                   | 共乐街/新阳路             | 共乐街/福民街               |              |
| 23   | 建国街                   | 建国街/阳明街             | 建国街/小建河街             |              |
| 24   | 安和街                   | 安国街/安信街             | 安国街/安和街               |              |
| 25   | 安丰街                   | 安国街/安松街             | 安国街/安宁街               |              |
| 26   | 经纬校                   | 安国街/安顺街             | 安国街/安道街               |              |
| 27   | 东风街                   |                           | 高谊街/东风街               |              |
| 28   | 通江街                   | 通江街/东风街             |                             |              |
| 29   | 上游街                   | 通江街/上游街             |                             |              |
| 30   | 中央大街                 | 上游街                    | 西五道街/尚志大街           |              |
| 31   | 兆麟公园                 | 地段街/森林街             | 森林街/兆麟街               |              |
| 32   | 市一院                   | 地段街/柳树街             | 地段街/柳树街               |              |
| 33   | 买卖街                   | 石头道街/买卖街           | 石头道街/买卖街             |              |
| 34   | 南马路                   | 南马路/东开原街           | 南马路/东内史胡同           |              |
| 35   | 南平街                   |                           | 南马路/南平街               |              |
| 36   | 承德广场                 | 承德街/长发街             | 承德街/长发街               |              |

## 车型图片

### 过去用车型

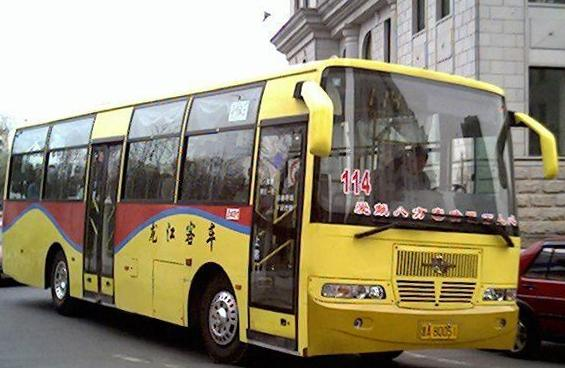
LJK6103Q（2003年1月-2009年10月27日）
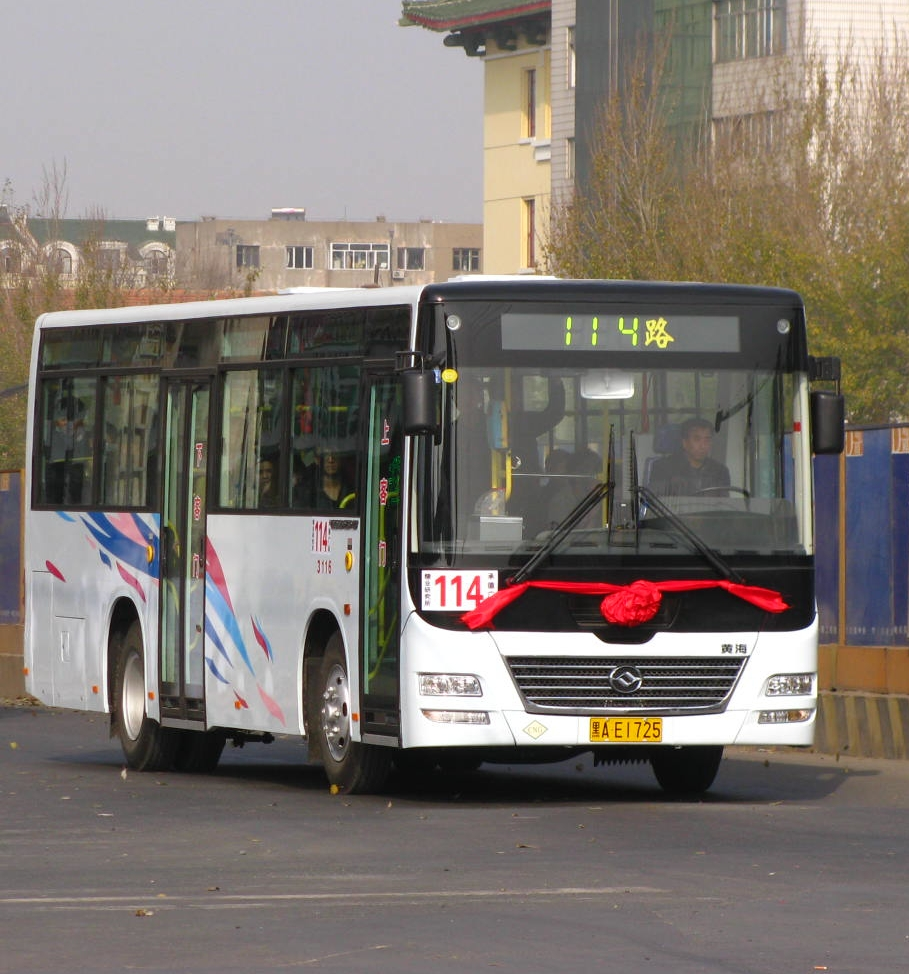
DD6109S04F（2009年10月28日-2011年7月20日）
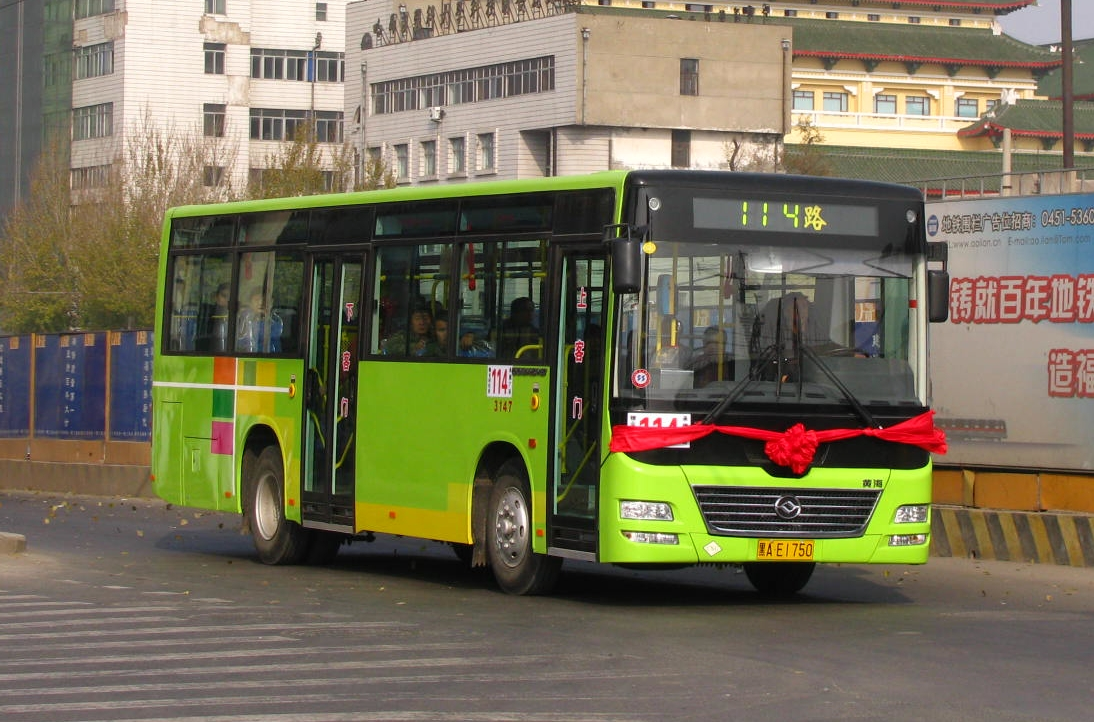
DD6109S04F（2009年10月28日-2011年7月20日）
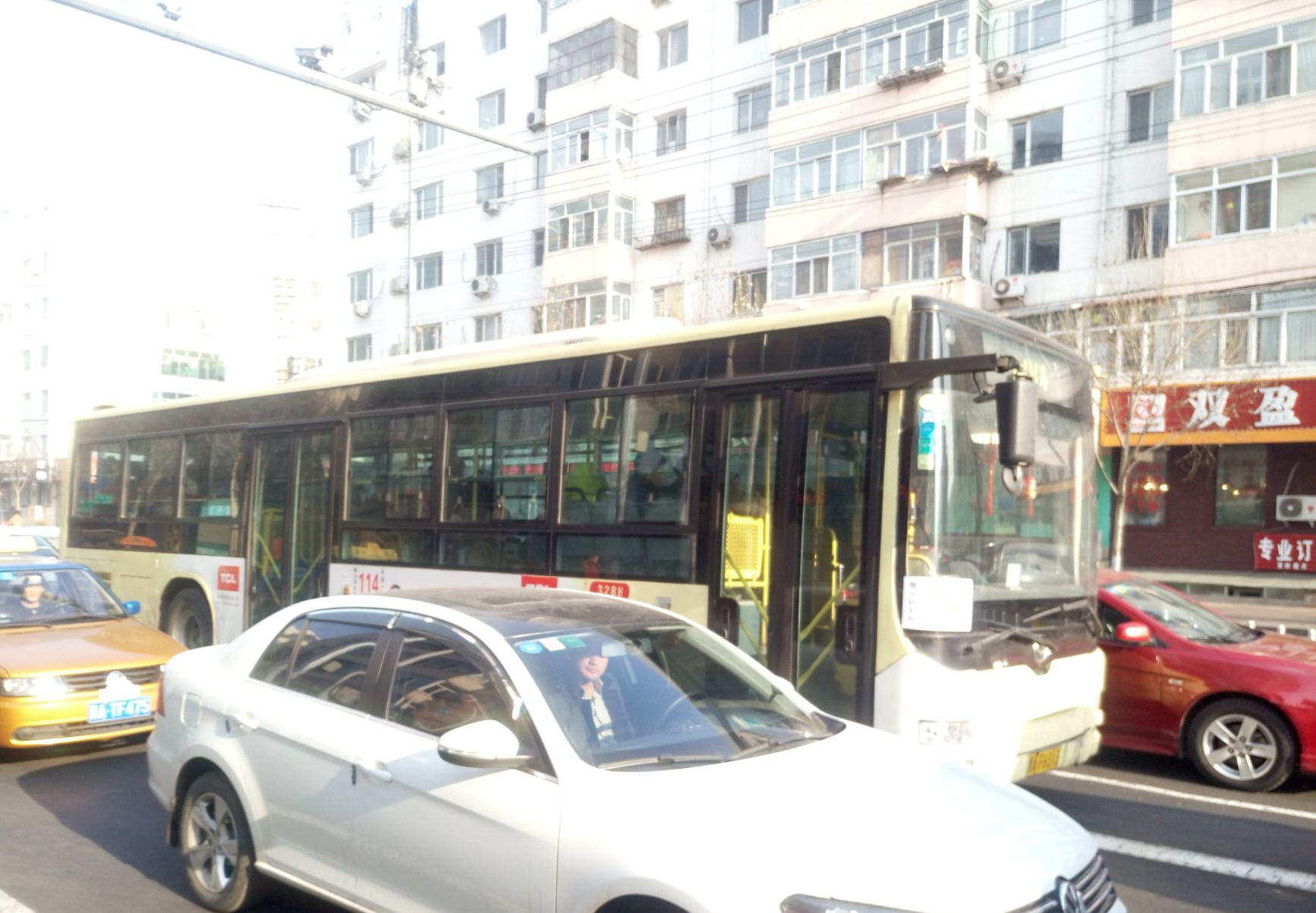
DD6118S27（2011年7月21日-2018年8月）

## 事故
- 2011年8月2日中午13时左右，一辆114路公交车在清滨路和学府路路口被一辆88路公交车追尾，导致部分乘客受伤[34]。